# Christopher Horner
Christopher Horner (* 23. Oktober 1971 in Okinawa, Japan) ist ein ehemaliger US-amerikanischer Radrennfahrer.

## Sportliche Karriere
Horner fuhr 1995 bei dem kleinen US-amerikanischen Team PAA Nutrafig und fuhr zwei Jahre später für das französische Team FDJ. Da sein einziges vorderes Resultat ein dritter Platz beim Grand Prix Ouest France war, ging er wieder zurück in seine Heimat und fuhr dort nacheinander für die Teams Mercury, Prime Alliance, Saturn und Webcor. In dieser Zeit fuhr er einige Siege bei Radrennen der UCI America Tour und anderen kleineren Rennen ein.
2000 gewann Horner Etappen bei der Tour de Langkawi und 2003 bei der Tour de Georgia, und sicherte sich auch jeweils den Gesamtsieg der beiden Rennen. Aufgrund seines achten Platzes bei der Weltmeisterschaft 2004 im italienischen Verona bekam er zum Saisonende einen Vertrag beim Team Saunier Duval Prodir. Dort gelang ihm 2005 sein bis dahin größter Erfolg, er gewann eine Bergetappe und wurde Fünfter bei der Tour de Suisse. Bei seinen Teilnahmen an der Tour de France 2005 und 2007 wurde er 33. beziehungsweise 15. im Gesamtklassement. Von 2006 bis 2007 fuhr er für das belgische Team Predictor-Lotto. 2008 und 2009 fuhr er wiederum für das Team Astana und wechselte zwischen 2010 und 2011 zum Radioshack um den dopinggeständigen Lance Armstrong.
2010 konnte Horner wohl seine erfolgreichste Saison verbuchen. Nach dem Gesamtsieg bei der Vuelta Ciclista al País Vasco und Top-Ten-Platzierungen beim Flèche Wallonne, Liège-Bastogne-Liège, dem Amstel Gold Race und der Kalifornien-Rundfahrt, konnte Horner die Tour de France als 9. beenden. Außerdem gewann er 2011 die Gesamtwertung der Kalifornien-Rundfahrt. Bis 2013 fuhr Horner im luxemburgischen Team Radioshack-Nissan.
Nachdem er 2013 fast die ganze Saison aufgrund hartnäckiger Verletzungen verpasst hatte, kam Horner mit lediglich 14 Renntagen zur Vuelta a España 2013 und zeigte dort die bisher beste Leistung seiner Karriere. Durch zwei Etappensiege konnte er zweimal die Gesamtführung übernehmen, verlor diese jedoch jeweils nur einen Tag später wieder an Vincenzo Nibali. Damit war er mit 41 Jahren und 314 Tagen der bis dahin älteste Fahrer der Geschichte, der eine Etappe sowie das Führungstrikot bei einer der drei großen Landesrundfahrten erobern konnte (Stand 2019). Auf der neunzehnten Etappe konnte er aus einem dreisekündigen Rückstand auf Nibali einen ebenso großen Vorsprung machen und diesen auf der zwanzigsten Etappe auf dem Alto de Angliru mit einem zweiten Platz sogar noch ausbauen. Am darauffolgenden Tag machte Horner schließlich erwartungsgemäß den Gesamtsieg perfekt und wurde so mit einem Alter von 41 Jahren und 327 Tagen zum ältesten Gesamtsieger einer der sogenannten Grand Tours.
Horners überraschender Sieg bei der Spanienrundfahrt wurde von verschiedenen Kommentatoren mit Doping in Verbindung gebracht. Verwiesen wurde auf angeblich verpasste Trainingskontrollen und Unregelmäßigkeiten im Biologischen Pass.
Im April 2014 erlitt Chris Horner bei einer Kollision mit einem Auto in der Nähe des Comer Sees eine schwere Lungenverletzung, vier Rippenbrüche und eine Wunde am Kopf. Infolge dieses Unfalls konnte er nicht wie geplant am Giro d’Italia 2014 teilnehmen. Bei der folgenden Tour de France belegte er Rang 17 in der Gesamtwertung. Für die anschließende Vuelta a España 2014 wurde Horner von seinem Team Lampre aus dem Aufgebot aufgrund niedriger Cortisolwerte gestrichen, was nach den freiwilligen Regeln der Teamvereinigung Mouvement Pour un Cyclisme Crédible einem Start entgegenstand, so dass er seinen Titel nicht verteidigen konnte.
Horner erhielt keine Verträge mehr bei UCI ProTeams und beendete seine internationale Karriere nach Engagements bei niederklassigen Mannschaften nach Ablauf der Saison 2019.

## Berufliches
2019 bekam Chris Horner einen Vertrag bei NBC, um die kommenden Radrennen des Jahres zu kommentieren. Anlässlich seiner Verpflichtung als Kommentator sagte er, dass er zwar noch eine Elite-Lizenz besäße, sich aber nicht mehr als Radprofi ansehe.

## Erfolge
2000
- Tour de Langkawi

2003
- Tour de Georgia

2005
- eine Etappe Tour de Suisse

2006
- eine Etappe Tour de Romandie

2010
- Gesamtwertung und eine Etappe Vuelta al País Vasco

2011
- Gesamtwertung und eine Etappe Kalifornien-Rundfahrt

2013
- eine Etappe Tour of Utah
- Gesamtwertung, zwei Etappen und Kombinationswertung Vuelta a España

## Grand Tours-Platzierungen
| Grand Tour            | 2005 | 2006 | 2007 | 2008 | 2009 | 2010 | 2011 | 2012 | 2013 | 2014 |
| --------------------- | ---- | ---- | ---- | ---- | ---- | ---- | ---- | ---- | ---- | ---- |
| Giro d’ItaliaGiro     | –    | –    | –    | –    | DNF  | –    | –    | –    | –    | –    |
| Tour de FranceTour    | 33   | 64   | 15   | –    | –    | 9    | DNF  | 13   | –    | 17   |
| Vuelta a EspañaVuelta | –    | 20   | 36   | –    | DNF  | –    | –    | –    | 1    | –    |